# Typhlops muelleri
Typhlops muelleri е вид змия от семейство Червейници (Typhlopidae). Видът не е застрашен от изчезване.

## Разпространение и местообитание
Разпространен е в Бруней, Виетнам, Индонезия (Калимантан и Суматра), Камбоджа, Малайзия, Мианмар, Сингапур и Тайланд.
Обитава гористи местности, хълмове, ливади и плантации.